# Thomas Iser
 (février 2022).
L'article doit être relu — et modifié si nécessaire — par des contributeurs indépendants pour apporter un regard critique aux contributions effectuées en violation des conditions d'utilisation de Wikipédia, tant sur la forme (notamment concernant le style encyclopédique, la proportionnalité) que sur le fond (la neutralité de point de vue, la qualité et l'indépendance des sources).
 (septembre 2022).
Pour les articles homonymes, voir Iser.
Thomas Iser, né le 2 septembre 1987 à Metz, est un artiste du streetart, artiste peintre, photographe, performeur et skater. Il crée, en 2016, son projet Universal Humanity. Son art est fortement inspiré du graffiti et de sa quête personnelle, ainsi que de l'art japonais du Kintsugi, ou encore de la symbolique de l'alchimie.

## Biographie

### Enfance et adolescence
Thomas Iser est né le 2 septembre 1987 à Metz, d'un père français et d'une mère luxembourgeoise. Ensemble avec son grand-frère, il vit jusqu'à ses 2 ans à Metz chez ses parents. Après le divorce de ceux-ci, il déménage avec sa mère et son frère au Luxembourg. Il suivra sa scolarité à Arlon, en Belgique.
A 12 ans, il trouve sa passion dans le graffiti et le skateboard. Pendant son adolescence, il voit sa mère tomber dans la dépression puis incarcérée et son grand-frère interné en psychiatrie à la suite de l'apparition d'une schizophrénie induite par l'usage de stupéfiants. Il utilisera ainsi l'art comme échappatoire et le skateboard comme exutoire.

### Devenir artiste
Après avoir fini un BTS en Management d'Unités Commerciales au Lycée Robert Schuman à Metz, il est embauché dans un bureau d'ingénieurs-conseils, PROgroup au Luxembourg. Il rencontre néanmoins des difficultés à s'adapter à une vie professionnelle classique et choisit ainsi de devenir artiste.

## Carrière d'artiste

### L'artiste et ses inspirations
C'est donc en 2012 que Thomas Iser se concentre uniquement sur son art et en fait son métier, avec le soutien de son ancien employeur et mécène Romain Poulles. Utilisant l'acrylique et la peinture en aérosol, l'artiste fortement inspiré par l'art du graffiti, va peindre sur toile des œuvres explosant des couleurs et des symboles. Son art peut être qualifié d'autobiographique car l'artiste y met beaucoup de ses propres expériences et réflexions, tout en gardant un coup de pinceau figuratif et presque enfantin afin d' apporter une légèreté et délicatesse à des expériences difficiles. Ainsi se développe aussi le symbole de la fenêtre qui figure presque sur chaque œuvre du peintre. La fenêtre est selon l'artiste symbole de résilience et d'espoir, car celle-ci offre une perspective lumineuse lorsque des personnes traversent des moments difficiles. La fenêtre est l'envers du décor de la vie quotidienne car elle est l'endroit où se forgent tous les rêves et aspirations.
Thomas Iser s'inspire également de l'art japonais Kintsugi. Se sentant lui même brisé par les événements auxquels il a été confronté, il se peint le corps en noir avec des brisures dorées afin de se réparer selon la méthode du Kintsugi.

### Projet «Angel Jumps»
En avril 2015, Thomas Iser, alors encore connu sous le pseudonyme de « Sunnyboy 1987 » sur le réseau social Instagram, lance son projet de « Angel Jumps. » Il se photographie ainsi, seul ou avec d'autres personnes, sautant en l'air. Il va par la suite, dessiner sur la photo, des ailes d'anges ainsi que des auréoles.

### Projet «Universal Humanity»
En mai 2016, Thomas Iser lance son projet « Universal Humanity » dont l'objectif est de dresser un portrait de l'humanité et de célébrer la diversité du monde. Il demande aux participants de tenir devant leur œil droit une carte représentant son œil, lorsqu'il était peint en noir avec des brisures dorées à l'effigie du Kintsugi, tout en leur demandant quel est leur rêve. De cette sorte, il espère partager sa vision d'un monde sans frontières où l'humanité est unie et d'inspirer les gens à utiliser leurs souffrances pour trouver la force de réaliser leurs rêves. Lors de ses nombreux voyages, il collectionne les portraits photographiques, afin d'aller à la rencontre de l'humanité et toucher le plus de personnes possible avec sa vision du monde. Il compte parmi sa collection de nombreuses célébrités incluant: Nicole Scherzinger; Gigi Hadid; Pharrel Williams; Anitta; Andy Murray; Willem Dafoe; Jean-Claude Juncker.

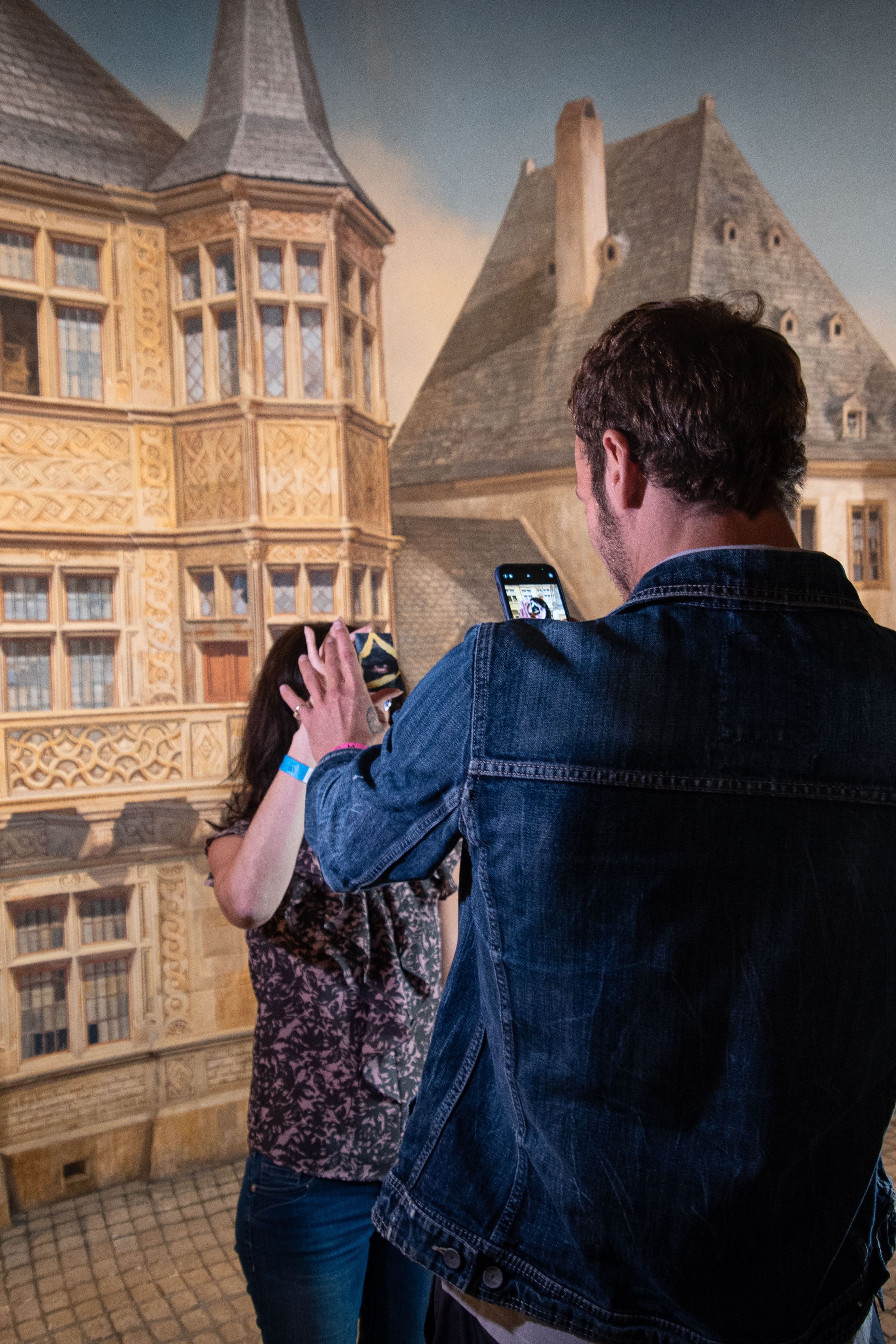
Thomas Iser avec la carte Universal Humanity lors de la Nuit des Musées 2021, invité du Luxembourg City Museum.

### Expositions
- 2016 Art 2 Cure, Banque Internationale Luxembourg, Luxembourg[9]
- 2017 75 works on paper, Beers Gallery, Londres[10]
- 2018 Windows, GX- Gallery, Londres[11]
- 2018 The Art Plug Power House, Marcel Katz, Miami[12]
- 2019 Mind the Brain, University of Luxembourg, Luxembourg[13]
- 2019 The heART SHOW, Arte Fundamental gallery, Miami[14]
- 2019 Art 2 Cure, Banque Internationale Luxembourg,Luxembourg[9]
- 2021 Circular'ISER, il y a plein à voir!, Raiffeisen, Luxembourg[15]
- 2021 The MUD- Musée du déchet, Luxembourg Center for Circular Economy, Luxembourg[16]

### Collaborations et performances artistiques
- 2017 "Universal Humanity" application mobile, Womanity, Paris[17]
- 2019 Thomas Iser X Jitrois, Performance artistique live, Paris[18]
- 2019 Stay Gold Event, Performance artistique live, Athènes[19]
- 2020 Collaboration avec Cathy Goedert, Luxembourg[20]
- 2021 Podcast Kulturpur, Luxembourg
- 2021 Coup de cœur 2021, Nuit des musées, Musée d'histoire de la Ville de Luxembourg, Luxembourg[21]
- 2022 Collaboration avec AEIN et Groupe Foyer', Une oeuvre d'art qui traverse les frontières, Nepal & Luxembourg[22]